# Йеневайн, Феликс
Феликс Йеневайн (чеш. Felix Jenewein; 4 августа 1857, Кутна-Гора, Богемия (ныне Среднечешского края, Чехии) — 2 января 1905, Брно, Австро-Венгрия) — чешский художник и иллюстратор.

## Биография
Его отец был клерком на табачной фабрике, и семья переехала в Прагу, когда он получил повышение. Будучи еще маленьким мальчиком, Феликс проявил способности к рисованию. Обучался в Пражской академии искусств, затем в Венской академии художеств, ученик Яна Свертса и Йозефа Матиаса Тренквальда
После окончания учёбы вернулся в Прагу и женился в 1882 году, работал в качестве иллюстратора. С 1890 по 1892 год преподавал рисование в Высшей школе прикладного искусства, а позже преподавал в Техническом университете Брно, где и умер от инсульта в 1905 году.
Автор ярких исторических произведений. Сегодня в Музее алхимии г. Кутна-Гора находится галерея Феликса Йеневайна с коллекцией произведений современного искусства.

## Галерея

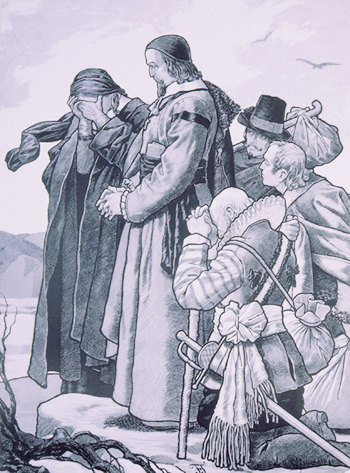
Я. А. Коменский среди народа
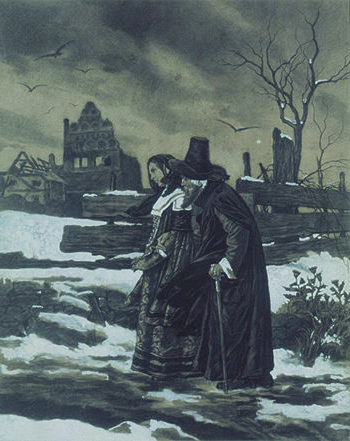
Изгнанники. 1898 г.
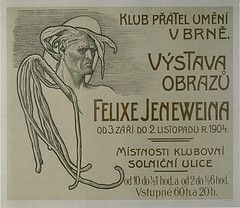
Афиша последней выставки художника. 1904 г.